# Seznam obcí ve Francii
Seznam obcí ve Francii je rozdělen podle jednotlivých departementů:

## Metropolitní Francie
| #  | Departement             | Seznam obcí                                        |
| -- | ----------------------- | -------------------------------------------------- |
| 01 | Ain                     | Seznam obcí v departementu Ain                     |
| 02 | Aisne                   | Seznam obcí v departementu Aisne                   |
| 03 | Allier                  | Seznam obcí v departementu Allier                  |
| 04 | Alpes-de-Haute-Provence | Seznam obcí v departementu Alpes-de-Haute-Provence |
| 05 | Hautes-Alpes            | Seznam obcí v departementu Hautes-Alpes            |
| 06 | Alpes-Maritimes         | Seznam obcí v departementu Alpes-Maritimes         |
| 07 | Ardèche                 | Seznam obcí v departementu Ardèche                 |
| 08 | Ardensko                | Seznam obcí v departementu Ardensko                |
| 09 | Ariège                  | Seznam obcí v departementu Ariège                  |
| 10 | Aube                    | Seznam obcí v departementu Aube                    |
| 11 | Aude                    | Seznam obcí v departementu Aude                    |
| 12 | Aveyron                 | Seznam obcí v departementu Aveyron                 |
| 13 | Bouches-du-Rhône        | Seznam obcí v departementu Bouches-du-Rhône        |
| 14 | Calvados                | Seznam obcí v departementu Calvados                |
| 15 | Cantal                  | Seznam obcí v departementu Cantal                  |
| 16 | Charente                | Seznam obcí v departementu Charente                |
| 17 | Charente-Maritime       | Seznam obcí v departementu Charente-Maritime       |
| 18 | Cher                    | Seznam obcí v departementu Cher                    |
| 19 | Corrèze                 | Seznam obcí v departementu Corrèze                 |
| 2A | Corse-du-Sud            | Seznam obcí v departementu Corse-du-Sud            |
| 2B | Haute-Corse             | Seznam obcí v departementu Haute-Corse             |
| 21 | Côte-d'Or               | Seznam obcí v departementu Côte-d'Or               |
| 22 | Côtes-d'Armor           | Seznam obcí v departementu Côtes-d'Armor           |
| 23 | Creuse                  | Seznam obcí v departementu Creuse                  |
| 24 | Dordogne                | Seznam obcí v departementu Dordogne                |
| 25 | Doubs                   | Seznam obcí v departementu Doubs                   |
| 26 | Drôme                   | Seznam obcí v departementu Drôme                   |
| 27 | Eure                    | Seznam obcí v departementu Eure                    |
| 28 | Eure-et-Loir            | Seznam obcí v departementu Eure-et-Loir            |
| 29 | Finistère               | Seznam obcí v departementu Finistère               |
| 30 | Gard                    | Seznam obcí v departementu Gard                    |
| 31 | Haute-Garonne           | Seznam obcí v departementu Haute-Garonne           |
| 32 | Gers                    | Seznam obcí v departementu Gers                    |
| 33 | Gironde                 | Seznam obcí v departementu Gironde                 |
| 34 | Hérault                 | Seznam obcí v departementu Hérault                 |
| 35 | Ille-et-Vilaine         | Seznam obcí v departementu Ille-et-Vilaine         |
| 36 | Indre                   | Seznam obcí v departementu Indre                   |
| 37 | Indre-et-Loire          | Seznam obcí v departementu Indre-et-Loire          |
| 38 | Isère                   | Seznam obcí v departementu Isère                   |
| 39 | Jura                    | Seznam obcí v departementu Jura                    |
| 40 | Landes                  | Seznam obcí v departementu Landes                  |
| 41 | Loir-et-Cher            | Seznam obcí v departementu Loir-et-Cher            |
| 42 | Loire                   | Seznam obcí v departementu Loire                   |
| 43 | Haute-Loire             | Seznam obcí v departementu Haute-Loire             |
| 44 | Loire-Atlantique        | Seznam obcí v departementu Loire-Atlantique        |
| 45 | Loiret                  | Seznam obcí v departementu Loiret                  |
| 46 | Lot                     | Seznam obcí v departementu Lot                     |
| 47 | Lot-et-Garonne          | Seznam obcí v departementu Lot-et-Garonne          |
| 48 | Lozère                  | Seznam obcí v departementu Lozère                  |
| 49 | Maine-et-Loire          | Seznam obcí v departementu Maine-et-Loire          |
| 50 | Manche                  | Seznam obcí v departementu Manche                  |
| 51 | Marne                   | Seznam obcí v departementu Marne                   |
| 52 | Haute-Marne             | Seznam obcí v departementu Haute-Marne             |
| 53 | Mayenne                 | Seznam obcí v departementu Mayenne                 |
| 54 | Meurthe-et-Moselle      | Seznam obcí v departementu Meurthe-et-Moselle      |
| 55 | Meuse                   | Seznam obcí v departementu Meuse                   |
| 56 | Morbihan                | Seznam obcí v departementu Morbihan                |
| 57 | Moselle                 | Seznam obcí v departementu Moselle                 |
| 58 | Nièvre                  | Seznam obcí v departementu Nièvre                  |
| 59 | Nord                    | Seznam obcí v departementu Nord                    |
| 60 | Oise                    | Seznam obcí v departementu Oise                    |
| 61 | Orne                    | Seznam obcí v departementu Orne                    |
| 62 | Pas-de-Calais           | Seznam obcí v departementu Pas-de-Calais           |
| 63 | Puy-de-Dôme             | Seznam obcí v departementu Puy-de-Dôme             |
| 64 | Pyrénées-Atlantiques    | Seznam obcí v departementu Pyrénées-Atlantiques    |
| 65 | Hautes-Pyrénées         | Seznam obcí v departementu Hautes-Pyrénées         |
| 66 | Pyrénées-Orientales     | Seznam obcí v departementu Pyrénées-Orientales     |
| 67 | Bas-Rhin                | Seznam obcí v departementu Bas-Rhin                |
| 68 | Haut-Rhin               | Seznam obcí v departementu Haut-Rhin               |
| 69 | Rhône                   | Seznam obcí v departementu Rhône                   |
| 70 | Haute-Saône             | Seznam obcí v departementu Haute-Saône             |
| 71 | Saône-et-Loire          | Seznam obcí v departementu Saône-et-Loire          |
| 72 | Sarthe                  | Seznam obcí v departementu Sarthe                  |
| 73 | Savojsko                | Seznam obcí v departementu Savojsko                |
| 74 | Horní Savojsko          | Seznam obcí v departementu Horní Savojsko          |
| 75 | Paříž                   |                                                    |
| 76 | Seine-Maritime          | Seznam obcí v departementu Seine-Maritime          |
| 77 | Seine-et-Marne          | Seznam obcí v departementu Seine-et-Marne          |
| 78 | Yvelines                | Seznam obcí v departementu Yvelines                |
| 79 | Deux-Sèvres             | Seznam obcí v departementu Deux-Sèvres             |
| 80 | Somme                   | Seznam obcí v departementu Somme                   |
| 81 | Tarn                    | Seznam obcí v departementu Tarn                    |
| 82 | Tarn-et-Garonne         | Seznam obcí v departementu Tarn-et-Garonne         |
| 83 | Var                     | Seznam obcí v departementu Var                     |
| 84 | Vaucluse                | Seznam obcí v departementu Vaucluse                |
| 85 | Vendée                  | Seznam obcí v departementu Vendée                  |
| 86 | Vienne                  | Seznam obcí v departementu Vienne                  |
| 87 | Haute-Vienne            | Seznam obcí v departementu Haute-Vienne            |
| 88 | Vosges                  | Seznam obcí v departementu Vosges                  |
| 89 | Yonne                   | Seznam obcí v departementu Yonne                   |
| 90 | Territoire de Belfort   | Seznam obcí v departementu Territoire de Belfort   |
| 91 | Essonne                 | Seznam obcí v departementu Essonne                 |
| 92 | Hauts-de-Seine          | Seznam obcí v departementu Hauts-de-Seine          |
| 93 | Seine-Saint-Denis       | Seznam obcí v departementu Seine-Saint-Denis       |
| 94 | Val-de-Marne            | Seznam obcí v departementu Val-de-Marne            |
| 95 | Val-d'Oise              | Seznam obcí v departementu Val-d'Oise              |

## Zámořská Francie
Zámořské departementy (département d'outre-mer či DOM):
| #   | Departement        | Seznam obcí                       |
| --- | ------------------ | --------------------------------- |
| 971 | Guadeloupe         | Seznam obcí na Guadeloupe         |
| 972 | Martinik           | Seznam obcí na Martiniku          |
| 973 | Francouzská Guyana | Seznam obcí ve Francouzské Guyaně |
| 974 | Réunion            | Seznam obcí na Réunionu           |
| 976 | Mayotte            | Seznam obcí na Mayotte            |

Zámořská společenství (collectivité d'outre-mer či COM) a Nová Kaledonie:
| #   | Společenství            | Seznam obcí                             |
| --- | ----------------------- | --------------------------------------- |
| 975 | Saint Pierre a Miquelon | Seznam obcí na Saint Pierru a Miquelonu |
| 977 | Svatý Bartoloměj        | Seznam obcí na Svatém Bartoloměji       |
| 978 | Svatý Martin            | Seznam obcí na Svatém Martinu           |
| 986 | Wallis a Futuna         | Seznam obcí na Wallisu a Futuně         |
| 987 | Francouzská Polynésie   | Seznam obcí ve Francouzské Polynésii    |
| 988 | Nová Kaledonie          | Seznam obcí v Nové Kaledonii            |